# Siganus punctatissimus
Siganus punctatissimus is een straalvinnige vissensoort uit de familie van konijnvissen (Siganidae). De wetenschappelijke naam van de soort is voor het eerst geldig gepubliceerd in 1929 door Fowler & Bean.